# The St. Petersburg Times
The St. Petersburg Times (трансл. Сент-Питерсберг Таймс) — еженедельная российская газета на английском языке, выпускавшаяся в Санкт-Петербурге с мая 1993 года. Выпускалась и входила в деловой блок изданий издательского дома «Independent Media Sanoma Magazines», который также выпускает газеты «The Moscow Times» и «Ведомости», журналы «Harvard Business Review», «National Geographic», «Robb Report», «Esquire» и другие.
Обычно раздавалась бесплатно в местах вероятного пребывания англоговорящих людей.
Газета была рассчитана прежде всего на иностранцев, которые временно или постоянно живут в Петербурге, и читателей, владеющих английским языком.
24 декабря 2014 вышел последний печатный выпуск The St. Petersburg Times. Как писали её сотрудники в твиттере, ситуация связана с экономическим кризисом в России и нынешним законодательством.

## История создания
Газета была основана новозеландским журналистом Ллойдом Дональдсоном (1963—2010), незадолго до этого приехавшим в Россию, и начинающим русским предпринимателем Григорием Кунисом (род. 1967). В 1992 году они основали издательский дом «Cornerstone», документы об учреждении которого со стороны мэрии Санкт-Петербурга подписал Владимир Путин. В мае 1993 года издательство выпустило первые номера газеты The St. Petersburg Press. Нынешнее имя газета получила в 1996 году, когда была продана «Independent Media Sanoma Magazines».